# RAID Admin
RAID Admin è un programma per il sistema operativo macOS Server.
Il programma viene utilizzato per la configurazione e la manutenzione dei sistemi Xserve RAID. 
Il programma fornisce un'interfaccia basata su icone per la manutenzione del sistema.

## Utilizzo
Il programma è basato sul linguaggio Java, in modo da poter essere eseguito su ogni sistema dotato di una macchina virtuale Java.
Il programma analizza il traffico del sistema e, in caso di guasto di uno dei dischi, può notificarlo all'amministratore tramite e-mail, pager o email per cellulari. Il programma può essere utilizzato per analizzare le prestazioni del sistema in modo da ottimizzare l'accesso al sistema.